# Otto (cantante)

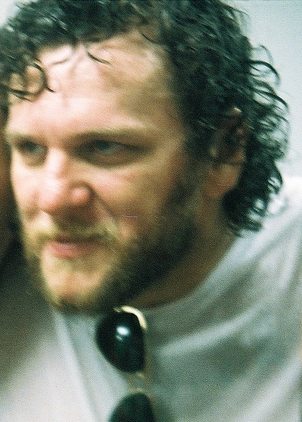

Otto (Belo Jardim, Pernambuco, 28 de junio de 1968), nombre artístico de Otto Maximiliano Pereira de Cordeiro Ferreira, es cantante, compositor y percusionista pernambucano (Brasil). 
Nació en Belo Jardim, en el interior del estado. Participó en las bandas Mundo Livre S/A, Chico Science y Nação Zumbi, siguiendo su carrera como solista a partir de 1997. Estuvo casado con la actriz Alessandra Negrini entre 2001 y 2008. En 2017 se casó con la fotógrafa francesa Kenza Said.

## Discografía

### Con el grupo Mundo Livre S/A
- 1994: Samba esquema noise
- 1996: Guentando a Ôia

### Carrera solista
- 1998: Samba pra burro
- 2000: Changez tout - Samba pra burro dissecado (remix)
- 2001: Condom Black
- 2003: Sem Gravidade
- 2005: MTV Apresenta Otto
- 2009: Certa Manhã Acordei de Sonhos Intranquilos
- 2012: The Moon 1111
- 2017: Ottomatopeia